# Закон України «Про підприємства в Україні»
«Про підприємства в Україні» — закон України, що визначив види та організаційні форми підприємств, правила їхнього створення, реєстрації, реорганізації та ліквідації, організаційний механізм здійснення ними підприємницької діяльності в умовах переходу до ринкової економіки.
Закон створив рівні правові умови для діяльності підприємств незалежно від форм власності на майно та організаційної форми підприємства.
Закон був спрямований на забезпечення самостійності підприємств, визначив їхні права і відповідальність у здійсненні господарської діяльності, регулював відносини підприємств з іншими підприємствами й організаціями, місцевими радами, органами державного управління.
Ухвалений 27 березня 1991 року.
Втратив чинність на підставі Господарського кодексу України від 16 січня 2003 року.